# Dolmens de la forêt de Malbosc
Les dolmens de la forêt de Malbosc sont des dolmens situés à Saint-Remèze, en France.

## Localisation
Les dolmens sont situés sur la commune de Saint-Remèze, dans le département français de l'Ardèche.

## Historique
L'édifice est classé au titre des monuments historiques en 1889.